# Yamaha XJ 650 Maxim
Yamaha XJ 650 Maxim je motocykl kategorie chopper, vyvinutý firmou Yamaha, vyráběný v letech 1980–1983. Stal se nástupcem modelu Yamaha XS 650 Special z roku 1978.
Motor je čtyřdobý, vzduchem chlazený řadový čtyřválec. Sekundární převod je kardanem. Ve své době byl model považován za výkonný a s dobrými brzdami, kritizovány byly vibrace motoru.

## Technické parametry
- Rám: trubkový ocelový
- Suchá hmotnost: 205 kg
- Pohotovostní hmotnost:
- Maximální rychlost: 192 km/h
- Spotřeba paliva: